# 川西市立川西中学校
川西市立川西中学校（かわにししりつ かわにしちゅうがっこう）は、兵庫県川西市松が丘町にある公立中学校。
地元では川中（かわちゅう）の愛称で呼ばれている。

## 沿革
- 1947年（昭和22年）4月22日 - 川辺郡川西町立川西中学校として創立。
- 1954年（昭和29年）8月1日 - 川西市制の施行により、川西市立川西中学校となる。
- 1961年（昭和36年）4月1日 - 川西中学校より、川西市立川西南中学校を分離開校。

## 部活動

### 運動部
- 野球部
- サッカー部
- ソフトテニス部
- バスケットボール部
- 陸上競技部
- 女子バレーボール部
- 卓球部
- 剣道部
- 柔道部

### 文化部
- 吹奏楽部
- 美術部

## 事故
1999年7月27日、ラグビー部の夏休み早朝練習中に、男子部員（当時1年生）が体調不良を訴えるも顧問の男性教師は体調不良を当該部員の演技とみなし放置され意識不明の重体。翌日、熱射病が原因による多臓器不全で死亡。
（関連書籍）「先生はぼくらを守らない 川西市立中学校熱中症死亡事件」宮脇勝哉、 宮脇啓子（著）エピック 2004年7月 ISBN 4899851219 - 死亡男子生徒の遺族による手記

## 校区
- 川西市立川西小学校[2]
- 川西市立桜が丘小学校
- 川西市立川西北小学校

## 交通アクセス
- 阪急宝塚線川西能勢口駅 徒歩約15分
- JR福知山線川西池田駅 徒歩約20分

## 著名な出身者
- 越田謙治郎（川西市長）
- 輝みちる（宝塚歌劇団、48期生）
- 西畠清順（そら植物園株式会社代表取締役）- 1996年卒業[3]
- 吉岡生夫（歌人）